# フランツ・ヴォールファールト
フランツ・ヴォールファールト（Franz Wohlfahrt、1964年7月1日 - ）はオーストリア・ザンクト・ファイト・アン・デア・グラン出身の元同国代表サッカー選手。ポジションはGK。元サッカー指導者。現在はFKアウストリア・ウィーンのスポーツディレクターを務める。
オーストリアとドイツで活躍し、特にVfBシュトゥットガルトのUEFAカップウィナーズカップ準優勝に貢献したGKとして高い評価を得ている。

## 経歴
国際レベルのGKとして1984年から1996年までオーストリア・ブンデスリーガのFKアウストリア・ウィーンでプレー。6度のリーグ優勝と4度のカップ優勝に貢献、1993年にはオーストリア最優秀選手に選ばれる。
1996年にはドイツ・ブンデスリーガの名門VfBシュトゥットガルトへ移籍。長年に渡りコンスタントにハイレベルなプレーを見せ、1997年のドイツ・カップ優勝、1998年のUEFAカップウィナーズカップ準優勝に貢献。チームの守護神として絶大な人気を誇る。
その後はオーストリア・ブンデスリーガに復帰、経験豊富な控えGKとしてFKアウストリア・ウィーンのチームを支える。
オーストリアA代表では1987年から1998年までプレー。イタリア・セリエAで最優秀GK賞を獲得したミヒャエル・コンゼルの最大のライバルと言われ、長年に渡り激しいポジション争いが展開されるが、1998年FIFAワールドカップ・フランス大会直前に正GKのポジションを奪われ、同大会には控えGKとして参加する。
引退後は2009年から2014年までオーストリアA代表チームのGKコーチを務めた。
2015年に1月16日にFKアウストリア・ウィーンのスポーツディレクターに就任した。

## 代表歴

### 出場大会
- オーストリア代表
  - 1998 FIFAワールドカップ

### 試合数
- 国際Aマッチ 60試合 0得点（1987年-2001年）[1]

| オーストリア代表 | 国際Aマッチ | 国際Aマッチ |
| 年               | 出場        | 得点        |
| ---------------- | ----------- | ----------- |
| 1987             | 1           | 0           |
| 1988             | 5           | 0           |
| 1989             | 0           | 0           |
| 1990             | 1           | 0           |
| 1991             | 2           | 0           |
| 1992             | 6           | 0           |
| 1993             | 9           | 0           |
| 1994             | 7           | 0           |
| 1995             | 0           | 0           |
| 1996             | 1           | 0           |
| 1997             | 3           | 0           |
| 1998             | 6           | 0           |
| 1999             | 4           | 0           |
| 2000             | 7           | 0           |
| 2001             | 8           | 0           |
| 通算             | 60          | 0           |

## タイトル
- UEFAカップウィナーズカップ準優勝1回　（1998）
- オーストリア・ブンデスリーガ優勝6回　（1984,1985,1986,1991,1992,1993）
- オーストリア・カップ優勝4回　（1986,1990,1992,1994）
- ドイツ・カップ優勝1回　（1997）